# Taubersatz von Hardy-Littlewood
Der Taubersatz von Hardy-Littlewood ist ein mathematischer Satz, der besonders in den Bereichen Funktionentheorie und analytische Zahlentheorie Anwendung findet. Er behandelt ein relativ einfaches Kriterium, mit dem das asymptotische Wachstum einer zahlentheoretischen Funktion aus den Eigenschaften der von ihr erzeugten Funktion bestimmt werden kann. 
Der Satz ist benannt nach Alfred Tauber und wurde 1914 von den britischen Mathematikern Godfrey Harold Hardy und John Edensor Littlewood bewiesen. 1930 wurde der Beweis von Jovan Karamata wesentlich vereinfacht.

## Formulierung
Die Potenzreihe {\displaystyle f(z)=\sum _{n=0}^{\infty }a_{n}z^{n}} konvergiere für alle {\displaystyle |z|<1}. Es gelte für eine positive Zahl {\displaystyle \alpha \geq 0}
{\displaystyle (1-x)^{\alpha }f(x)\longrightarrow A\quad {\text{wenn}}\quad x\nearrow 1}.
Weiter gelte 
{\displaystyle na_{n}\geq -Cn^{\alpha }}
mit einer Konstanten {\displaystyle C>0} für alle {\displaystyle n\in \mathbb {N} }. Dann gilt
{\displaystyle \sum _{i=1}^{n}a_{i}\sim {\frac {A}{\Gamma (1+\alpha )}}n^{\alpha },}
wobei {\displaystyle \Gamma } hier die Gammafunktion bezeichnet.